# Gerlier Ier de Nassau
Gerlier Ier de Nassau (né entre 1275 et 1283, décédé en 1361) est co-comte de Nassau-Wiesbaden de 1298 à 1324, comte de Nassau-Wiesbaden de 1324 à 1361, comte de Nassau-Weilbourg de 1298 à 1365, co-comte de Nassau-Weilbourg de 1355 à 1361, comte de Nassau-Idstein 1355 à 1361. Il joue un rôle important dans la politique du Saint-Empire romain germanique.

## Rôle politique
Fils d'Adolphe de Nassau et d'Imagina zu Isemburg-Limburg, il obtient dès 1309 de transférer les cendres de son père dans la cathédrale de Spire. Il fait dresser une croix sur le premier lieu de sa sépulture, à Göllheim, qui est la première croix de chemin du Palatinat. 
Proche de la maison de Luxembourg, Gerlier Ier fait partie de la suite de Henri VII de Luxembourg pour son couronnement impérial en 1312 en Italie. En 1310, il avait déjà escorté son fils Jean de Luxembourg, futur roi de Bohême, à Prague. À la mort d'Henri, il prend parti pour le candidat Habsbourg Frédéric le Bel, fils d'Albert Ier d'Autriche qui pourtant avait été l'ennemi de son père. 
En tant que défenseur de Wiesbaden, victorieux contre Louis de Bavière en 1318, il est récompensé par le droit de battre sa propre monnaie. Il apporte son appui à Rodolphe Ier du Palatinat contre son frère cadet Louis pour la domination de la Bavière. Ce n'est qu'en 1322, après la bataille de Mühldorf, que Gerlier reconnait Louis de Bavière comme roi de Germanie.

## Famille
En 1307, Gerlier Ier de Nassau épouse Agnès de Hesse (de) (décédée en 1332), (fille de Henri de Hesse et petite-fille d'Henri Ier de Hesse).
Sept enfants sont nés de cette union :
- Adolphe Ier de Nassau, comte de Nassau Wiesbaden
- Jean Ier de Nassau-Weilbourg, comte de Nassau-Weilbourg, il fonde la septième branche de la Maison de Nassau
- Adélaïde de Nassau (décédée en 1344), en 1329 elle épouse le comte Ulrich zu Hanau (décédé en 1370)
- Agnès de Nassau, elle entre dans les ordres et fut abbesse à l'abbaye de Klarenthal
- Gerlier de Nassau (1322-1371), il est électeur et archevêque de Mayence
- Marie de Nassau (décédée en 1366), en 1336 elle épouse Conrad von Weinsberg (décédé en 1366)
- Élisabeth de Nassau, elle épouse Kraft von Hohenlohe (décédé en 1356)

Veuf, Gerlier Ier de Nassau épouse en secondes noces, en 1337, Irmengarde von Hohenlohe (de) (décédée en 1372), (fille du comte Kraft II von Hohenlohe (de)). Après la mort de son époux, Irmengarde se retire au monastère dominicain de Liebenau près de la ville libre de Worms et y meurt dans une aura de sainteté. Elle a également été enterrée dans ce monastère.
Deux enfants sont nés de cette union :
- Kraft de Nassau-Sonneberg (décédé en 1356 à la bataille de Poitiers ou en 1361), il entre dans les ordres monastiques pour devenir chanoine de Strasbourg en 1343, et comte de Nassau-Sonneberg à partir de 1355 jusqu'à sa mort.
- Robert de Nassau-Sonneberg (de) (décédé en 1390), comte de Nassau-Sonneberg à partir de 1356 jusqu'à sa mort; il épouse en 1362, Anne de Nassau-Hadamar (décédé en 1404).

Gerlier Ier de Nassau appartient à la première branche de la Maison de Nassau.